# 美喙蘚
美喙蘚（学名：Eurhynchium hians）为青蘚科美喙蘚屬下的一个种。

## 圖集

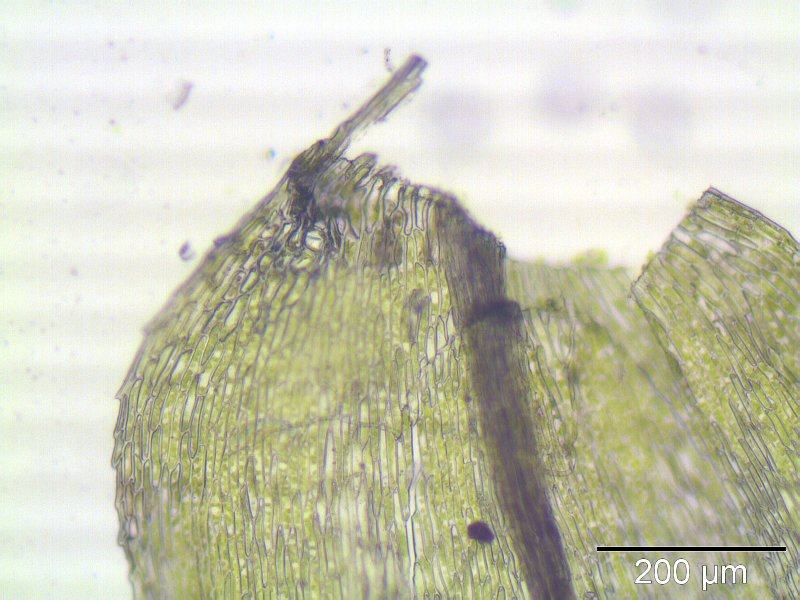
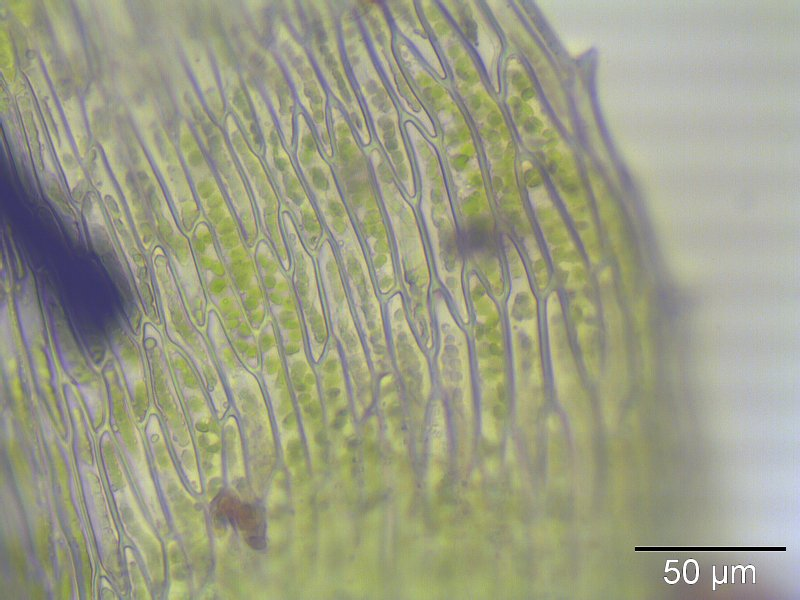
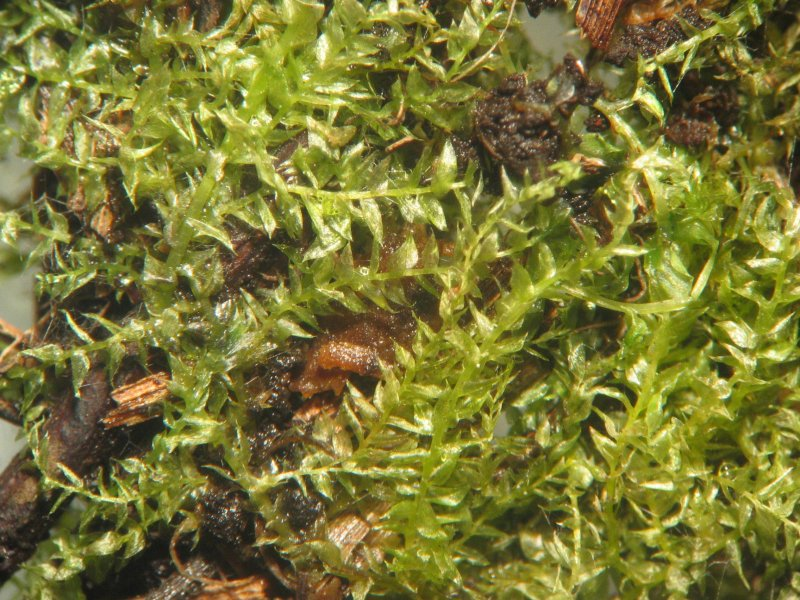
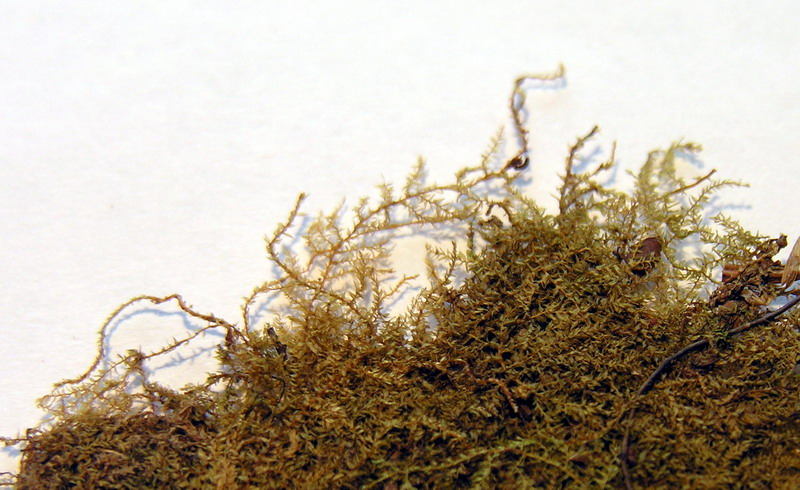